# Рябець Мотрона Митрофанівна
Мотро́на Митрофа́нівна Рябе́ць (9 листопада 1913 , Кривий Ріг, Херсонська губернія  — 1983 , Запоріжжя ) — український радянський діяч, лікар-педіатр, депутат Верховної Ради УРСР 1—3-го скликань (1938–1955), член Президії Верховної Ради УРСР (від 6 березня 1947 року).

## Біографія
Народилася 9 листопада 1913 року в родині шахтаря на Саксаганському руднику Катеринославській губернії, тепер у складі міста Кривий Ріг, Дніпропетровська область, Україна. З 1924 по 1927 рік навчалася в чотирирічній початковій школі, а з 1927 по 1930 рік — у семирічній школі на руднику Криворізького басейну. У 1930–1931 роках працювала на шахті «Комунар» на Криворіжжі.
З 1931 по 1934 рік — студентка Харківського медико-педагогічного інституту. Після розформування цього інституту продовжувала з 1934 по 1937 рік навчання в 1-му Харківському державному медичному інституті.
1937 року закінчила 1-й Харківський державний медичний інститут за спеціальності «лікар-педіатр». 
У 1937–1939 роках — дитячий лікар (педіатр) дитячих ясел № 27 у місті Запоріжжі, одночасно — інспектор сектору охорони дитинства та материнства Запорізького міського відділу охорони здоров'я.
Член ВКП(б) з 1939 року.
У січні 1939 — серпні 1941 року працювала завідувачем сектору охорони дитинства та материнства Запорізького обласного відділу охорони здоров'я.
Після початку німецько-радянської війни в серпні 1941 року була евакуйована до міста Черкеська Карачаєво-Черкеської автономної області Орджонікідзевського (Ставропольського) краю, де з серпня по листопад 1941 року працювала завідувачем Черкеського міського відділу охорони здоров'я.
У грудні 1941 — вересні 1942 року — головний лікар 1-ї поліклініки Барикадного району міста Сталінграда. У вересні 1942 — вересні 1943 року — лікувальний інспектор Ульяновського обласного відділу охорони здоров'я і дільничний лікар Ульяновської міської поліклініки № 2.
У вересні 1943 року прибула до міста Харкова в розпорядження ЦК КП(б)У. 1943 року повернулася до міста Запоріжжя, де до 1945 року працювала заступником завідувача Запорізького обласного відділу охорони здоров'я, начальником відділу евакогоспіталів.
У 1945–1955 роках — завідувач Запорізького міського відділу охорони здоров'я, у 1955–1983 роках — лікар 1-ї інфекційної лікарні міста Запоріжжя. 

## Парламентська діяльність
Від 1938 до 1955 рік обиралася депутатом Верховної Ради УРСР 1-го, 2-го і 3-го скликання. Від 6 березня 1947 року — член Президії Верховної Ради УРСР.

## Звання
- капітан медичної служби

## Відзнаки
Нагороджена двома орденами «Знак Пошани», медалями. Почесний громадянин міста Запоріжжя (1968).